# Siegfried Lorenz (Sänger)
Siegfried Lorenz (* 30. August 1945 in Berlin; † 24. August 2024) war ein deutscher Opern-, Oratorien- und Liedsänger (Bariton).

## Leben
Siegfried Lorenz wuchs in Berlin-Mahlsdorf in einer musikalischen Familie auf, musizierte als Kind auf der Blockflöte, später auf dem Klavier, der Orgel und dem Violoncello. Er studierte von 1964 bis 1969 an der Hochschule für Musik Hanns Eisler Berlin Gesang und war dort Meisterschüler von Alois Orth. Nach mehreren internationalen Wettbewerbspreisen wurde er 1969 von Walter Felsenstein an die Komische Oper Berlin verpflichtet. Bis 1973 war er dort als lyrischer Bariton engagiert. 1973 wurde er von Kurt Masur, der für Lorenz die Stelle eines „ersten Gesangssolisten“ am Gewandhaus schuf, an das Leipziger Gewandhaus verpflichtet. Lorenz machte sich vor allem auch als Bach-Interpret und Liedsänger einen Namen. Seine Einspielungen der Lieder Franz Schuberts sind mehrfach preisgekrönt.
Von 1978 bis 1992 war Lorenz als erster lyrischer Bariton an der Staatsoper Unter den Linden in Berlin engagiert. Dort erzielte er unter anderem mit dem Wolfram aus Tannhäuser, dem Grafen aus der Hochzeit des Figaro, Marquis von Posa aus Don Carlos sowie dem Borromeo aus Pfitzners Palestrina große Erfolge.
Zu seinen CD-Einspielungen gehören u. a. Mahlers Kindertotenlieder mit dem Gewandhausorchester unter Kurt Masur, die Schubert-Lieder mit Norman Shetler, die EMI-Einspielung der Meistersinger von Nürnberg unter Wolfgang Sawallisch (in der Lorenz den Beckmesser singt), die Deutsche-Grammophon-Einspielung von Sergei Prokofjew Der feurige Engel (Ruprecht) unter Neeme Järvi, die Bach-Solokantate Ich will den Kreuzstab gerne tragen und Ich habe genug mit dem Collegium Musicum Leipzig unter Max Pommer, Mahlers Lieder eines fahrenden Gesellen unter Günther Herbig sowie Fünf Lieder nach Friedrich Rückert mit der Staatskapelle Berlin unter Otmar Suitner.
In der Würdigung von Siegfried Lorenz durch die Berliner Staatsoper heißt es u. a.: „In noch stärkerem Maße Anerkennung gefunden hat Siegfried Lorenz jedoch als Lied- und Konzertsänger. Als Schubert-Interpret setzte er Maßstäbe, auch durch zahlreiche Tonaufnahmen dokumentiert, desgleichen mit seiner Gestaltung der Parts für tiefere Männerstimme in Bach-Oratorien und -Kantaten. Hier konnte er seine künstlerischen Qualitäten in besonderer Weise ausspielen: Legatokultur und prägnante Artikulation, die von einer genauen Durchdringung von Text und Inhalt zeugt, ebenso eine ausgeprägte Sensibilität im Blick auf das Verhältnis von Wort und Ton. Gastspiele als Liedsänger führten ihn in die viele Musikzentren in Europa und Übersee, bereits in den 1980er Jahren auch in die USA, wo er für seine eindrucksvolle Interpretation von Schuberts Winterreise gefeiert wurde.“
Lorenz gastierte mit namhaften Orchestern und Dirigenten in Europa, den USA und Japan. 1979 wurde er zum Kammersänger der Deutschen Staatsoper Berlin ernannt und 1982 zum Professor berufen. Von 2001 bis 2003 war er Professor für Gesang an der Musikhochschule Hamburg, ab Oktober 2003 Professor für Gesang an der Universität der Künste Berlin. Lorenz lebte immer in Berlin-Mahlsdorf und hatte eine Zweitwohnung in Dierhagen. Er starb im August 2024 sechs Tage vor Vollendung seines 79. Lebensjahres. Er war verheiratet und hatte vier Kinder.

## Auszeichnungen
- 1976: Kunstpreis der DDR
- 1983: Nationalpreis der DDR III. Klasse für Kunst und Literatur